# Bindenbauch-Zaunkönig
Der Bindenbauch-Zaunkönig (Pheugopedius fasciatoventris) ist eine Vogelart aus der Familie der Zaunkönige (Troglodytidae), die in Costa Rica, Panama und Kolumbien verbreitet ist. Der Bestand wird von der IUCN als nicht gefährdet (Least Concern) eingeschätzt.

## Merkmale
Der Bindenbauch-Zaunkönig erreicht eine Körperlänge von etwa 15,0 cm bei einem Gewicht von 24,0 g. Er hat einen auffälligen weißen Überaugenstreif, der oberhalb schwarz gesäumt ist. Dieser hebt sich farblich stark vom schwärzlich braunen Oberkopf und Augenstreif ab. Der Oberkopf ist stark braun, der Rücken und der Bürzel stärker kastanienbraun.  Die Handschwingen und die Armschwingen sind weniger stark gefärbt und haben unauffällige dunklere Streifen. Die Steuerfedern sind mittelbraun mit dunkleren Querbinden. Das Kinn, die Kehle und die Brust glänzen weiß, was in starkem Gegensatz zum schwarzen Band über dem unteren Brustbereich steht. Der schwarze Bauch hat auffällige weiße Streifen und wird an den Flanken sowie im hinteren Bauchbereich gelbbraun. Der Steiß ist von matten schwarz / grauen Binden durchzogen, die Oberschenkel dunkelbraun mit unklaren dunkleren Streifen. Die Augen sind rötlich-braun bis hellbraun, der Schnabel schwärzlich bis gräulich mit bläulichem Unterschnabel. Die Beine sind dunkel / schwarz. Beide Geschlechter ähneln sich. Jungtiere sind sehr unterschiedlich zu erwachsenen Vögeln. Sie haben eine matte kastanienfarbene Oberseite, die am Bürzel heller wird. Die Kehle ist matt-gräulich-weiß, die Brustseiten matt-graubraun und der braune Bauch hat manchmal unklare Streifen.  Der scharfe Kontrast zwischen Brust und Bauch fehlt.

## Verhalten und Ernährung
Es liegen nur wenige Daten zur Nahrung des Bindenbauch-Zaunkönigs vor. Der Mageninhalt einiger untersuchter Exemplare enthielt Insekten und Webspinnen. Er ist bei der Futtersuche eher alleine unterwegs und scheint sich dabei nicht gemeinsam mit Familienmitgliedern zu bewegen. Auch sieht man ihn nur sehr selten in Gruppen mit anderen Vogelarten. Sein Futter sucht er bodennah in Kletterpflanzengewirr, gelegentlich auch in den Baumkronen.

## Lautäußerungen
Der Gesang des Bindenbauch-Zaunkönigs besteht aus einer spektakulären Serie, starker, flüssiger, gurgelnder Töne. Jede Phrase besteht aus drei bis acht Tönen, die er regelmäßig wiederholt, bevor er das Klangbild verändert. Beide Geschlechter singen und es hört sich in gewissem Maße im Gleichklang an. Der Gesang des Weibchens klingt in der Frequenz etwas höher. Der Warnruf ist ein tiefes raspelndes Geschnatter.

## Fortpflanzung
Nur wenige Nester des Bindenbauch-Zaunkönigs wurden bisher gefunden. Die Brutsaison in Costa Rica ist vermutlich von Mai bis Juli. In Kolumbien wurden Vögel im frühen Februar beim Nestbau beobachtet und waren von März bis Juli in Brutstimmung. Ein Nest aus Costa Rica hat eine kugelförmige Struktur mit einem seitlichen Eingang für die Besucher. Es war aus Helikonienstreifen gebaut und in ein bis zwei Meter über dem Boden im Helikonien Dickicht angebracht.

## Verbreitung und Lebensraum

Verbreitungsgebiet des Bindenbauch-Zaunkönigs

Der Bindenbauch-Zaunkönig bevorzugt feuchte, dichte, tiefliegende Vegetation, speziell an Flussufern und anderen feuchten Gebieten. In Costa Rica scheint er das Dickicht von Pfeilwurzgewächsen der Gattung  Calathea sowie Helikonien zu bevorzugen. In Costa Rica bewegt er sich in Höhenlagen von Meeresspiegel bis 500 Metern, in Kolumbien kann dies bis 1000 Meter reichen.

## Migration
Es wird vermutet, dass der Bindenbauch-Zaunkönig ein Standvogel ist.

## Unterarten
Es sind drei Unterarten bekannt.
- Pheugopedius fasciatoventris melanogaster (Sharpe, 1882)[3] kommt im Südosten Costa Ricas und dem Westen Panamas vor. Die Subspezies ist am größten, hat eine stärkere kastanienfarbene Oberseite und weniger Binden auf der Unterseite. Die Binden an den Unterschwanzdecken sind hell kastanienbraun.[1]
- Pheugopedius fasciatoventris albigularis (Sclater, PL, 1855)[4] ist von Zentralpanama bis in den Nordwesten Kolumbiens verbreitet. Die Unterart hat eine dunkel braunere Oberseite und weniger auffällige weiße Streifen am Bauch als die Nominatform.[1]
- Pheugopedius fasciatoventris fasciatoventris (Lafresnaye, 1845)[5] kommt im Norden und dem nördlichen zentralen Kolumbien vor.

## Etymologie und Forschungsgeschichte
Die Erstbeschreibung des Bindenbauch-Zaunkönigs erfolgte 1845 durch Frédéric de Lafresnaye unter dem wissenschaftlichen Namen Thriothorus [sic] fasciato-ventris. Als Sammelort für das Typusexemplar gab er Bogota an. Bereits 1851 führte Jean Louis Cabanis die für die Wissenschaft neue Gattung Pheugopedius ein. Dieser Name leitet sich von »pheugō φευγω« für »meiden, fliehen« und »pedion, pedon πεδιον, πεδον« für »offenes Land, Boden« ab. Der Artname »fasciatoventris« ist das lateinische Wortgebilde aus »fasciatus, fascia« für »binden, Binde, Streif« und »venter, ventris« für »Bauch«. »Melanogaster« ist griechischen Ursprungs und setzt sich aus »melas, melanos μελας, μελανος« für »schwarz« und »gastēr, gastros γαστηρ, γαστρος« für »Bauch, Boden« zusammen. »Albigularis« stammt von »albus« für »weiß« und »gularis, gula« für »Kehle« ab.